# Swingin' on Campus!
Swingin' on Campus! è un album di Ray Anthony, pubblicato dalla Capitol Records nel 1955.

## Tracce
Lato A
1. What Can I Say After I Say I'm Sorry – 2:55 (Walter Donaldson, Abe Lyman) – Registrato il 20 aprile 1955 al Capitol Studios di Hollywood, California
2. On the Alamo – 2:51 (Isham Jones, Gus Kahn) – Registrato il 31 maggio 1955 al Capitol Studios di Hollywood, California
3. I've Found a New Baby – 2:38 (Jack Palmer, Spencer Williams) – Registrato il 31 maggio 1955 al Capitol Studios di Hollywood, California
4. Chloe – 2:06 (Neil Moret, Gus Kahn) – Registrato il 20 aprile 1955 al Capitol Studios di Hollywood, California
5. At Sundown – 2:26 (Walter Donaldson) – Registrato il 17 maggio 1955 al Capitol Studios di Hollywood, California
6. Pick Yourself Up – 2:08 (Jerome Kern, Dorothy Fields) – Registrato il 17 maggio 1955 al Capitol Studios di Hollywood, California

Durata totale: 15:04
Lato B
1. Ain't Misbehavin' – 3:11 (Fats Waller, Harry Brooks, Andy Razaf) – Registrato il 17 maggio 1955 al Capitol Studios di Hollywood, California
2. The Lady's in Love with You – 2:16 (Burton Lane, Frank Loesser) – Registrato il 20 aprile 1955 al Capitol Studios di Hollywood, California
3. Am I Blue? – 2:37 (Harry Akst, Grant Clarke) – Registrato il 31 maggio 1955 al Capitol Studios di Hollywood, California
4. If I Had You (Ted Shapiro, James Campbell, Reginald Connelly) – Registrato il 17 maggio 1955 al Capitol Studios di Hollywood, California
5. Undecided – 2:43 (Charlie Shavers, Sid Robin) – Registrato il 20 aprile 1955 al Capitol Studios di Hollywood, California
6. Swingin' on Campus – 2:32 (Ray Anthony) – Registrato il 9 maggio 1955 al Capitol Studios di Hollywood, California

Durata totale: 13:19
- La durata del brano If I Had You non è indicata nelle note originali del disco.

## Musicisti
What Can I Say After I Say I'm Sorry, Chloe, The Lady's in Love with You e Undecided
- Ray Anthony - tromba

(Personale possibile partecipante alla registrazione)
- John Best - tromba
- Conrad Gozzo - tromba
- Mannie Klein - tromba
- Uan Rasey - tromba
- Murray McEachern - trombone
- Gus Bivona - sassofono alto, clarinetto
- Ted Nash - sassofono tenore
- Leo Anthony - sassofono baritono
- Paul Smith - pianoforte
- Al Hendrickson - chitarra
- Don Simpson - contrabbasso
- Alvin Stoller - batteria
- Sconosciuto - arrangiamenti

On the Alamo, I've Found a New Baby, Am I Blue?, If I Had You, At Sundown, Pick Yourself Up,  Ain't Misbehavin'   e Swingin' on Campus
- Ray Anthony - tromba
- Conrad Gozzo - tromba
- Mannie Klein - tromba
- Uan Rasey - tromba
- Zeke Zarchy - tromba
- Murray McEachern - trombone
- Gus Bivona - sassofono alto, clarinetto
- Willie Schwartz - sassofono alto, clarinetto
- Maxwell Davis - sassofono tenore
- Ted Nash - sassofono tenore
- Leo Anthony - sassofono baritono
- Arnold Ross - pianoforte
- Barney Kessel - chitarra
- Don Simpson - contrabbasso
- Alvin Stoller - batteria
- Sconosciuto - arrangiamenti